# Петрукович, Сергей Васильевич
Сергей Васильевич Петрукович (бел. Сяргей Васіл'евіч Пятруковіч; 29 сентября 1973, Минск, Белорусская ССР, СССР) — российский и белорусский футболист, играл на позиции полузащитника.

## Карьера
Клубную карьеру начинал в АФВИС-РШВСМ, однако параллельно играл за мини-футбольный клуб «Пластик-Никос». Далее играл за «Сантанас». В 1993 году перебрался в российский клуб Первой лиги «Динамо-Газовик», с которым в первом же сезоне завоевал право выступления в Высшем дивизионе, где дебютировал 28 апреля 1994 года в выездном матче 9-го тура против московского «Спартака», выйдя на замену Николаю Ковардаеву на 80-й минуте матча. Летом 1994 года перешёл в «Фомальгаут» (Борисов), далее играл за БАТЭ (Борисов). В 1998 году вернулся в Россию, выступая за «Псков» во втором дивизионе, за который провёл 14 матчей и забил 4 гола. В 1999 году играл за солигорский «Шахтёр». Далее выступал за «Звезда-ВА-БГУ», «Дариду» и «МТЗ-РИПО». Завершил карьеру в 2005 году в клубе «ЗЛиН».